# ساب‌تالاموس
ساب‌تالاموس (انگلیسی: Subthalamus) یا پایین‌نَهَنج قسمتی از هیپوتالاموس (زیرنهنج) است که بین تالاموس و پوشش میان‌مغز (مزانسفال) قرار گرفته است.
ساب‌تالاموس در بین مغز میانی، تالاموس و در طرف داخل کپسول داخلی و گوی رنگ‌پریده (گلوبوس پالیدوس) قرار دارد و از مادهٔ سفید و خاکستری ساخته شده است. ساب‌تالاموس دارای قسمت‌های زیر است:
1. انتهای جلوی هستهٔ قرمز و تودهٔ سیاه که به ترتیب در تون و کنترل ارادی عضلات به کار می‌روند.
2. هستهٔ ساب‌تالاموسی یا هستهٔ زیرتالاموسی در ضخامت ساب تالاموس قرار دارد، آسیب رسیدن به آن موجب اختلال شدید حرکتی در یک طرف بدن مخصوصاً شانه می‌شود. هستهٔ پایین‌نهنجی یکی از ویژگی‌های پستانداران است که در نخستی‌سانان مشخص‌تر می‌باشد. اگر این هسته را در انسان در امتداد برش تاجی بررسی کنیم، خواهیم دید که در هر دو سطح داخلی و خارجی محدب می‌باشد (محدب‌الطرفین، دوکوژ).

ساب تالاموس از نظر موقعیت قرارگیری در سمت خلفی طرفی هستهٔ قرمز و ناحیهٔ قدامی Zona Incerta قرار می‌گیرد.
Zona Incerta ورقهٔ نازکی است از مادهٔ خاکستری که بین تالاموس و هستهٔ ساب تالاموس قرار دارد. Zona Incerta ادامهٔ شبکهٔ رتیکولار مغز میانی می‌باشد که وارد ساب تالاموس می‌شود.
از روی ارتباطات ناحیهٔ زیر تالاموس می‌توان حدس زد که این ناحیهٔ مکانی مهم برای هماهنگی تعدادی از مراکز حرکتی می‌باشد و نیز ناحیهٔ زیرتالاموسی دارای عمل مهاری بر روی قشر مغز و گوی رنگ‌پریده می‌باشد.